# Sarah Natochenny

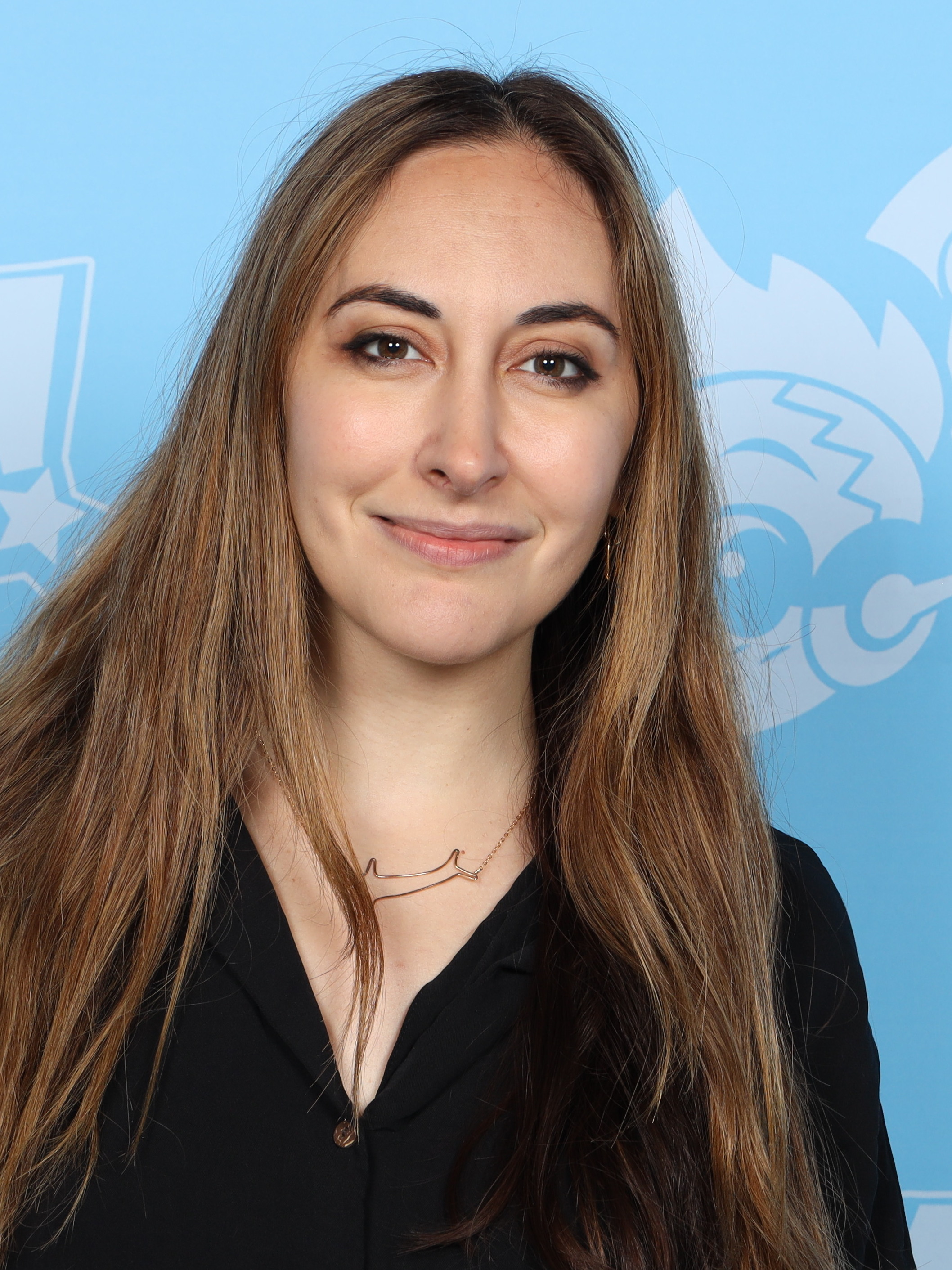
Sarah Natochenny, 2024

Sarah Natochenny (* 20. September 1987 in New York City, New York) ist eine amerikanische Synchronsprecherin und Theaterschauspielerin.
Ihre wohl bekannteste Rolle ist die des Ash Ketchum in der Serie Pokémon, die sie ab der 9. Staffel, von Veronica Taylor übernahm, da die Bearbeitungsfirma wechselte.
Im Xbox-360-Spiel Bullet Witch ist sie, in der Originalfassung, die Stimme von Alicia.
Neben ihrer Arbeit als Synchronsprecherin ist sie auch seit langem aktiv am Theater beschäftigt.

## Filmografie (Auswahl)
- 2004: Junebug and Hurricane (Kurzfilm)
- 2006: Bullet Witch (Videospiel, Stimme) …als Alicia (Xbox 360)
- seit 2006: Pokémon (Fernsehserie, seit Staffel 9, Stimme) …als Ash Ketchum und andere
- seit 2014: Super 4 …als Twinkle Starglitter
- 2025: Der freundliche Spider-Man aus der Nachbarschaft (Fernsehserie) als Mila Masaryk

## Theater (Auswahl)
- The Beautiful People
- The Immorality Act Sgt. Smits
- A Midsummer Nights Dream Bottom